# 土爾沙震動
土爾沙震動（英語：Tulsa Shock）是一支位於美國奧克拉荷馬州土爾沙的WNBA（國家女子籃球聯盟）籃球隊。前身為成立於1998年底特律震動，2010年遷到土爾沙後改為此名。

## 外部連結
- 官方網站 （页面存档备份，存于）